# 沈家銘
沈家銘（1916年—1982年9月21日），原籍浙江省嘉興縣，金陵大學森林系畢業後，獲高考森林技師及格，歷任行政院農業促進委員會森林探勘團技士、四川省成都高農森林科主任、湖北省農試所鄂北林場場長、財政部中國茶葉公司復製所主任。1946年應聘赴台灣，兩度出任臺灣省政府林產管理局（後更名為林務局）太平山林場場長，後調任局技正。1958年10月29日奉調負責籌備橫貫公路森林開發事宜，1959年10月10日就任行政院國軍退除役官兵就業輔導委員會橫貫公路森林開發處處長。1962年11月10日轉任林務局局長。1974年1月7日卸任局長後調省府參議，其後轉任省府投資之財團法人海外林業開發公司總經理。1982年9月21日，於兼職中華奧林匹克委員會主席任內積勞逝世。
| 中國奧林匹克委員會                                                                  |                                                             |                                |
| 前任： 鄧傳楷中華民國代表團長 1960年8屆斯闊穀 9屆茵斯布魯克10屆格勒洛布爾（未派團） | 冬季奧林匹克運動會中華代表團長 11屆札幌1972年2月3日-2月13日 | 繼任： '沈家銘' 12屆因斯布魯克 |